# Torroella de Fluviá
Torroella de Fluviá (oficialmente y en catalán Torroella de Fluvià) es un municipio español de la comarca del Alto Ampurdán en la provincia de Gerona, Cataluña.
Su territorio es plano con pocas cimas de escasa altura. Hay zonas volcánicas por el municipio, especialmente, por la parte de Vilacolum. El río Fluviá hace de límite con el término de Ventalló y el Sirvent hace la línea divisoria con Riumors.

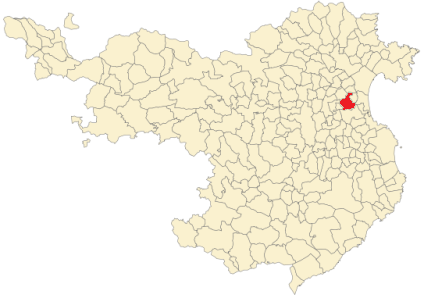
Situación de Torroella de Fluviá en la provincia de Gerona.

## Entidades de población
- Torroella de Fluviá
- La Bomba
- Els Masos de Torroella
- Palol
- Sant Tomàs de Fluvià
- Vilacolum

## Demografía
Torroella de Fluviá cuenta con una población de 772 habitantes (INE 2024).
| Gráfica de evolución demográfica de Torroella de Fluviá entre 1842 y 2021 |
| |
| Población de derecho según los censos de población del INE Población de hecho según los censos de población del INEEntre el censo de 1857 y el anterior, crece el término del municipio porque incorpora a Santo Tomás de Fluvia y Vilacolum |

| 1497 | 1515 | 1553 | 1717 | 1787 | 1857 | 1877 | 1887 | 1900 |
| ---- | ---- | ---- | ---- | ---- | ---- | ---- | ---- | ---- |
| 44   | —    | 45   | 177  | 355  | 476  | 489  | 500  | 466  |

| 1910 | 1920 | 1930 | 1940 | 1950 | 1960 | 1970 | 1981 | 1990 |
| ---- | ---- | ---- | ---- | ---- | ---- | ---- | ---- | ---- |
| 514  | 478  | 509  | 478  | 463  | 443  | 344  | 284  | 287  |

| 1992 | 1994 | 1996 | 1998 | 2000 | 2002 | 2004 | 2006 | — |
| ---- | ---- | ---- | ---- | ---- | ---- | ---- | ---- | - |
| 297  | 299  | 316  | 300  | 319  | 365  | 418  | 460  | — |

## Economía
Si bien tiene terrenos de regadío dedicados a las hortalizas y frutas, la mayor parte de sus campos son de secano. La ganadería es especialmente porcina, dispone de modernas explotaciones.

## Historia
Documentado en el año 922 donde se nombra el lugar de Torroella en un precepto del rey Carlos el Sencillo a favor de la iglesia de Gerona.
El pueblo tiene un conjunto arquitectónico medieval, sus murallas son de los siglos XIII y XIV, hay casas góticas y renacentistas, muchas del siglo XVI, por ejemplo: Can Sopa, Can Sastre o Can Bardem

## Escudo
El blasón de Torroella de Fluvià es un escudo losanjado de sinople, una torre abierta de oro acompañada en la punta de una faja ondonada de argén. Por timbre, una corona mural de pueblo.
Fue aprobado el 26 de marzo del 2001.
Es un escudo parlante alusivo al nombre del pueblo: tradicionalmente presenta una torre y el río Fluvià.

## Administración

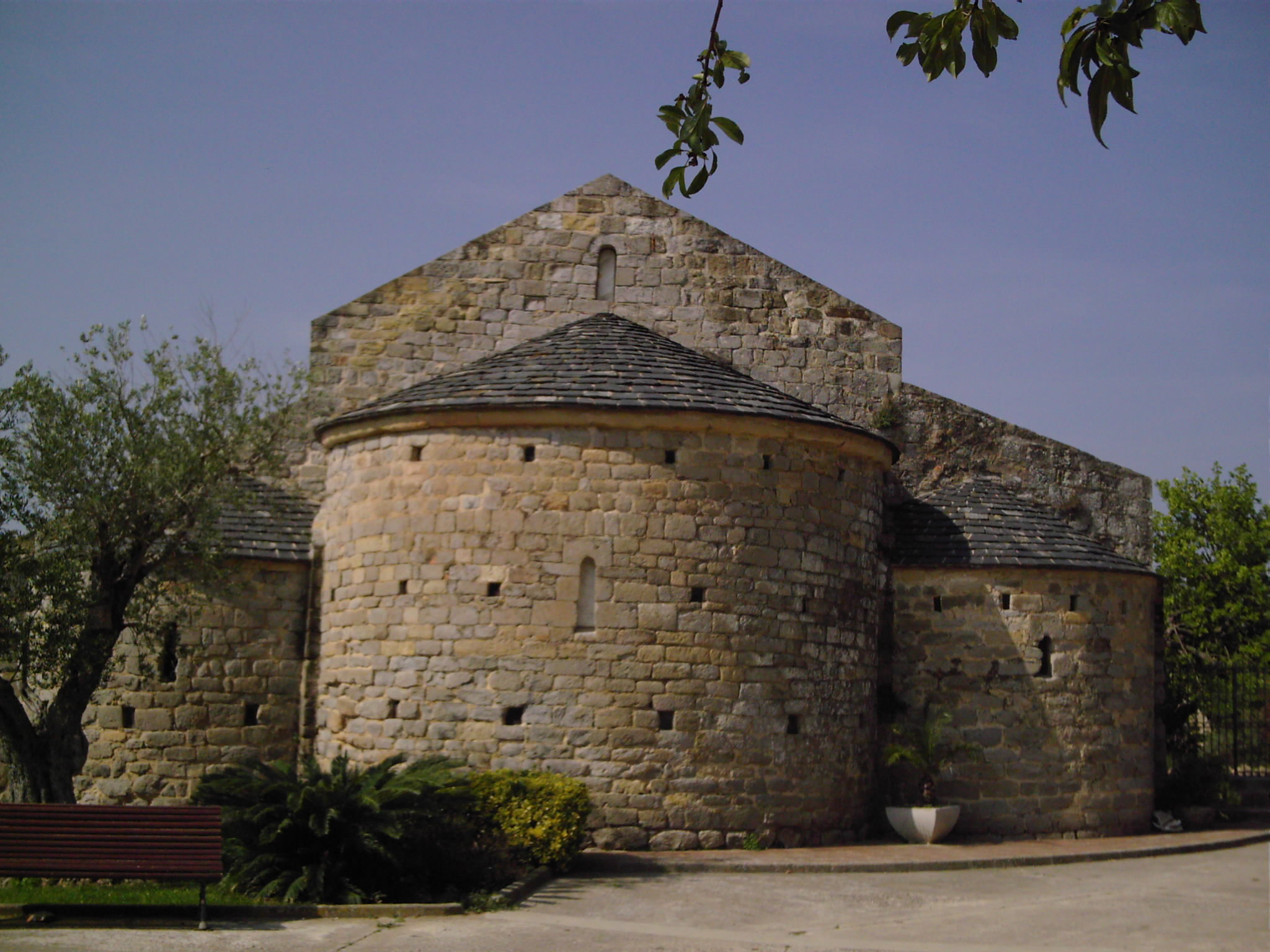
Santo Tomás de Fluviá

| Periodo   | Nombre             | Partido |
| --------- | ------------------ | ------- |
| 1979-1983 | Pere Moradell Puig | PSC     |
| 1983-1987 | Pere Moradell Puig | PSC     |
| 1987-1991 | Pere Moradell Puig | PSC     |
| 1991-1995 | Pere Moradell Puig | PSC     |
| 1995-1999 | Pere Moradell Puig | PSC     |
| 1999-2003 | Pere Moradell Puig | PSC     |
| 2003-2007 | Pere Moradell Puig | PSC     |
| 2007-2011 | Pere Moradell Puig | PSC     |
| 2011-2015 | Pere Moradell Puig | PSC     |
| 2015-2019 | Pere Moradell Puig | PSC     |
| 2019-2023 | Pere Moradell Puig | PSC     |
| 2023-act. | Pere Moradell Puig | PSC     |

## Lugares de interés
- Iglesia parroquial de San Cebrián. Románico del siglo XII. La portada tiene unos arcos en degradación con tímpano; en sus puertas tiene herrajes de la época románica. Campanario con espadaña.
- Iglesia de Santo Tomás de Fluviá.  Antiguo monasterio románico.
- Iglesia de Sant Genís de Palol. Siglo XII, antigua posesión del monasterio de San Pedro de Roda.
- Iglesia de San Esteban. Siglo XVIII